# Сулейманова, Фания Байгильдиевна
Фания Байгильдиевна Сулейманова (18 февраля, 1939 год, Сыртланово, в то время Юмагузинский район, Башкирская АССР) — советская, российская певица, журналистка. Народный артист Республики Башкортостан (1994). Заслуженный работник культуры Башкирской АССР (1981). Член Союза журналистов (1983).

## Биография
Сулейманова (Халитова) Фания Байгильдиевна родилась 18 февраля 1939 года в селе Сыртланово (ныне в Мелеузовском районе Башкортостана).
В 1958 году окончила Юмагузинскую среднюю школу, директором которой был ветеран войны Тайгунов Ахмет Шагигалеевич. Директор школы постоянно привлекал Фанию к школьным мероприятиям, помог ей в определении выбора жизненного пути, будущей профессии.
После окончания в 1962 году Уфимского училища искусств (класс Аэлиты Хайрулловны Чемборисовой) семь лет работала солисткой-вокалисткой эстрады Башкирской филармонии.
В репертуаре певицы Фании Халитовой — башкирские («Ашкадар», «Зюльхизя», «Салимакай», «Таштугай»), татарские («Деревенский напев», «Сюмбюль») народные песни, романсы и песни популярных композиторов Х. Ф. Ахметова, Б. М. Гайсина, З. Г. Исмагилова, С. Г. Садыковой, Р. Х. Сахаутдиновой, Р. М. Яхина и других. Певица побывала с гастролями в разных городах и районах не только Башкортостана, но и некоторых других регионов России. Но по семейным обстоятельствам (воспитывала одна сына и дочь своей сестры) оставила Башгосфилармонию и прервала карьеру певицы.
В 1970—1971 годы — преподаватель музыкальной школы клуба Уфимского домостроительно-фанерного комбината.
В 1971 году Председатель Союза композиторов Башкирской АССР Загир Исмагилов предложил Фании Халитовой место редактора музыкальных передач Башкирского радио.
С 1971 года Ф. Б. Халитова — редактор, с 1977 года — старший редактор, в 1990—2004 годы — комментатор студии радиовещания ТРК «Башкортостан». Здесь у Фании Халитовой раскрылся талант журналиста, ведущего радиопередач.
Окончила Уфимский государственный институт искусств.
Более 30 лет Фания Байгильдиевна была автором и ведущей радиопередач «Илһам» («Вдохновение»), «Йыр менән ҡанатланып» («Песней окрылённые»), «Музыка донъяһы» («Мир музыки»), «Студияла осрашыуҙар» («Встречи в студии»), «Таныш булығыҙ» («Будьте знакомы»), «Тере хәтер» («Живая память»), «Һеҙҙә ниндәй хәлдәр бар?» («За чашкой чая»), «Халыҡ моңон халыҡ күңеленә» («Народную музыку — народу») и др.
Фания Халитова (Сулейманова) активно собирала сокровища народного музыкального искусства. Систематически организовывала радиопередачи по творчеству известных певцов, композиторов и исполнителей народных песен. Её целью был также поиск новых талантов. Часто Фания Халитова сама выступала в своих передачах в качестве исполнительницы песен:
Когда я готовлюсь исполнить какую-то народную или классическую песню для передачи, главное для меня состоит в том, чтобы удовлетворить сокровенные намерения поэта и композитора. Я должна любить жизнь и донести до слушателей, как она прекрасна. Исполнение музыки правдиво тогда, когда оно слито с правдой жизни. Душа человека, драма жизни, впечатления от встреч с природой, дух истории — вот мои темы.
Слушателей привлекал её мягкий и проникновенный голос. Музыкальные передачи Фании Халитовой вызывают интерес слушателей и сегодня. Сохранившиеся записи этих передач входят в Золотой фонд Башкирского радио.
Член Союза журналистов (1983). Лауреат премии им. Ш.Худайбердина в области журналистики (1996).
Народный артист Республики Башкортостан (1994). Заслуженный работник культуры Башкирской АССР (1981).

## Семья
В 1991 году вышла замуж за известного учёного-фольклориста Ахмета Сулейманова (1939—2016) — доктора филологических наук, профессора Башкирского государственного педагогического университета им. М.Акмуллы. Сын — Халитов Айрат Шамилевич.